# Arntzia gracilis
Arntzia gracilis är en korallart som först beskrevs av Molander 1929.  Arntzia gracilis ingår i släktet Arntzia och familjen Primnoidae. Inga underarter finns listade i Catalogue of Life.